# Wormaldia rufiventris
Wormaldia rufiventris är en nattsländeart som beskrevs av Georg Ulmer 1908. Wormaldia rufiventris ingår i släktet Wormaldia och familjen stengömmenattsländor. Inga underarter finns listade i Catalogue of Life.